# Sergio Álvarez Boulet
Sergio Álvarez Boulet (* 11. Oktober 1979 in Matanzas) ist ein kubanischer Gewichtheber.

## Sportliche Karriere
Sergio Álvarez Boulet nahm an den Olympischen Sommerspielen 2000 in Sydney teil, wo er in der Gewichtsklasse bis 56 kg den fünften Platz erringen konnte. Er gewann bei der Weltmeisterschaft 2006 die Silbermedaille in der Kategorie bis 56 kg mit einer Leistung von 279 kg. 2007 belegte der Kubaner den vierten Platz mit 274 kg.
Nachdem er bei den Olympischen Sommerspielen 2008 in Peking mit 272 kg den sechsten Platz belegt hatte, war sein nächster internationaler Wettkampf die Weltmeisterschaft 2009 in Goyang. Dort konnte er mit 274 kg im Zweikampf hinter den Chinesen Long mit 292 kg und Wu mit 286 kg den dritten Platz erreichen im Zweikampf, sowie mit 154 kg im Stoßen, erreichen.

## Persönliche Bestleistungen
- Reißen: 125 kg in der Klasse bis 56 kg bei der Weltmeisterschaft 1999 in Athen.
- Stoßen: 156 kg in der Klasse bis 56 kg bei der Weltmeisterschaft 2006 in Santo Domingo.
- Zweikampf: 279 kg (123 kg/ 156 kg) in der Klasse bis 56 kg bei der Weltmeisterschaft 2006 in Santo Domingo.